# Alfredo Kindelán
Alfredo Kindelán Duany (Santiago di Cuba, 13 marzo 1879 – Madrid, 5 aprile 1962) è stato un nobile, ufficiale e aviatore spagnolo, considerato il fondatore dell'Ejército del Aire, l'aeronautica militare della Spagna.

## Biografia
Diplomato all'accademia del genio ingegneri con il grado di tenente nel 1899.
Fu il primo responsabile, dal 1913, del Servicio de Aeronáutica Militar, ramo aeronautico dell'Esercito, dotato di mezzi "più pesanti dell'aria" sorto dalla scissione del Servicio Militar de Aerostacion, basato su aerostati. Nel 1926 fu nominato direttore generale dell'Aeronautica. Nel 1929, nominato generale di brigata, divenne presidente del Consiglio superiore dell'aeronautica. Monarchico, con l'avvento della repubblica nel 1931, si dimette e si trasferisce in Francia come ingegnere. Torna in Spagna nel 1934 e si avvicina agli ambienti golpisti dell'esercito.
Dopo l'Alzamiento del 1936, con il titolo di Jefe del Aire ha comandato, durante la guerra civile spagnola, l'Aviación Nacional, la forza aerea fedele ai nazionalisti del generale Francisco Franco. Terminata la guerra nel 1939, Franco però non lo nominò ministro dell'aeronautica e lo pose al comando della regione militare catalana.
Fu quindi dal 1943 direttore dell'Escuela Superior del Ejército e membro della Real Academia de la Historia. Fu anche scrittore, dove narrò le sue memorie di guerra nel libro autobiografico Mis cuadernos de guerra, e nel 1961 fu nominato da Franco marchese di Kindelán.

## Opere
Kindelán ha scritto diversi libri e articolo relativi all'aviazione e alla guerra civile spagnola, che secondo l'epoca si possono dividere nei seguenti periodi:

### Alfonso XIII
- Las ascensiones libres en la compañía de aerostación, 1906
- Globos dirigibles, 1909
- Dirigibles y Aeroplanos, editorial Memorial de ingenieros del ejército, 1910
- La flota aérea española, 1916

### Seconda guerra mondiale
- España ante la esfinge, editorial Plus Ultra, 1942
- El generalato y el general: misiones y cualidades, editorial Gráficas Yagües, Madrid, 1943

conferencia en la inauguración del tercer curso de mandos, Escuela Superior del Ejército
- España, ente geopolítico singular, editorial Gráficas Yagũes, Madrid, 1943

conferencia en el acto inaugural del 4º curso de mandos superiores, Escuela Superior del Ejército
- Ciclo de lecciones militares de la hora presente, editorial Gráficas Yagües, Madrid, 1944

conferencia de la 4ª y 5ª hora, Escuela Superior del Ejército
- La guerra en el Mediterráneo y Norte de África, editorial Idea, 1944

Tomo V, colección: Historia de la Segunda Guerra Mundial
- La próxima guerra, editorial Manuel Aguilar, 1945
- Plus Ultra, Madrid, 1945
- Mis cuadernos de guerra, Madrid, 1945

### Franchismo
- Ejército y política, Editorial Aguilar, Madrid, 1947
- Europa, su forja en cien batallas, editorial J. Pueyo, Madrid, 1952
- Clima de guerra, editorial Aguilar, 1952
- Biografía del Señor D. Pedro Vives Vich, general de Ingenieros, fundador y primer jefe de la Aeronáutica española, editorial Rex, Barcelona, 1955
- Cuatro novias inglesas, editorial Destino, Barcelona, 1960
- El problema de los ejércitos, editorial Euramérica, Madrid, 1961

### Postumi
- Mis cuadernos de guerra, editorial Planeta, Barcelona, 1982, ISBN 84-320-5677-4

Es una segunda reedición del libro publicado en 1945 pero esta vez con pasajes suprimidos por la censura franquista.
- La verdad de mis relaciones con Franco, editorial Planeta, 1ª Edición, Barcelona, 1981 ISBN 84-320-5665-0